# Pierre Mondy
Pour les articles homonymes, voir Cuq.
Pierre Cuq, dit Pierre Mondy, né le 10 février 1925 à Neuilly-sur-Seine et mort le 15 septembre 2012 à Paris, est un comédien et metteur en scène français.
Au théâtre, Pierre Mondy est un prolifique comédien et metteur en scène, des années 1940 aux années 2000, particulièrement dans des pièces de boulevard, souvent retransmises dans Au théâtre ce soir. Quand il ne les joue pas, il dirige les pièces les plus populaires du théâtre comique, parmi lesquelles Oscar, La Cage aux folles, Potiche, Joyeuses Pâques ou Le Dîner de cons.
Au cinéma, après un second rôle dans Des gens sans importance (1955) et quelques comédies, il accède au rôle principal de Napoléon Bonaparte dans la superproduction Austerlitz (1960) d'Abel Gance. Cependant, il ne tient ensuite, dans les années 1960, que la tête d'affiche de petits films. Il demeure un second rôle de qualité, tel que dans Le Comte de Monte-Cristo (1961), Week-end à Zuydcoote (1964) ou Compartiment tueurs (1965). Dans les années 1970, en plus de sa popularité théâtrale, il remporte un triomphe avec la trilogie de Robert Lamoureux Mais où est donc passée la septième compagnie ? (1973), On a retrouvé la septième compagnie (1975), et La Septième Compagnie au clair de lune (1977), complété par les succès d'Impossible… pas français (1974) et Vas-y maman (1977).
Il mène enfin une dernière partie de carrière à la télévision, notamment durant quinze ans dans Les Cordier, juge et flic puis Commissaire Cordier, de 1992 à 2007, ainsi qu'un rôle remarqué d'empereur romain dans Kaamelott en 2009.

## Biographie

### Jeunesse et début de carrière
Pierre Cuq naît à Neuilly-sur-Seine le 10 février 1925. Son père est le directeur de l'externat Saint-Joseph, sa mère en est l'économe.
Pierre a des origines corréziennes par sa grand-mère maternelle, Antoinette Léonie Mondy, d'où son nom de scène. Il effectue ses études secondaires pendant la guerre au lycée Lapérouse d'Albi jusqu'à l'obtention de son baccalauréat. Avec le SC Albi, il découvre le rugby à XV et en deviendra président d'honneur. Il a également été lycéen à Gaillac.
En 1946, il s'inscrit au cours Simon.
En 1948, il débute comme doublure au théâtre avant d'obtenir un petit rôle au cinéma dans Rendez-vous de juillet (1949). Dans ce film, il tourne avec Louis de Funès, qu'il retrouvera à plusieurs reprises au cinéma, et notamment sous la direction d'Yves Robert dans Ni vu, ni connu en 1957. Il le mettra aussi en scène dans Oscar au théâtre du Palais-Royal en 1972.
En 1960, il obtient la reconnaissance internationale pour son rôle de Napoléon Bonaparte dans le film Austerlitz d'Abel Gance, une prestation qui lui permet de montrer une facette plus dramatique de son talent.

### Carrière au théâtre
Parallèlement, Pierre Mondy entame une carrière d'acteur sur les planches en apparaissant dans l'émission Au théâtre ce soir. Aux côtés de comédiens comme Jacqueline Maillan, Sophie Desmarets, Jean Le Poulain, Michel Serrault ou Jean Poiret  il s'illustre dans des pièces de Feydeau, Achard, Guitry, Francis Veber, Louis Calaferte, Arthur Miller ou Neil Simon. Au théâtre, Pierre Mondy devient aussi l'un des plus prolifiques metteurs en scène de la scène française, des années 1960 aux années 2000 avec plus de 64 pièces.
En 1974, il devient le premier scénographe de la pièce La Cage aux folles de Jean Poiret. Pierre Mondy fera, comme un clin d'œil, la voix française d'Ugo Tognazzi dans l'adaptation cinématographique réalisée par Édouard Molinaro en 1978.
En 1982, Pierre Mondy succède à Jean Poiret dans Joyeuses Pâques. Il a souvent déclaré qu'entre eux deux, c'était une belle amitié, doublée d'une grande admiration pour l'artiste talentueux qu'était Poiret. À sa mort, Pierre Mondy avouera s'être senti orphelin.
En 1983, il met en scène La fille sur la banquette arrière (en) avec Anny Duperey et Bernard Giraudeau.
En 1993, il met en scène le Dîner de cons de Francis Veber.
En 1996, il met en scène Bagatelle(s) avec Michel Sardou qu'il dirige pour la première fois.

### Suite de carrière au cinéma et à la télévision

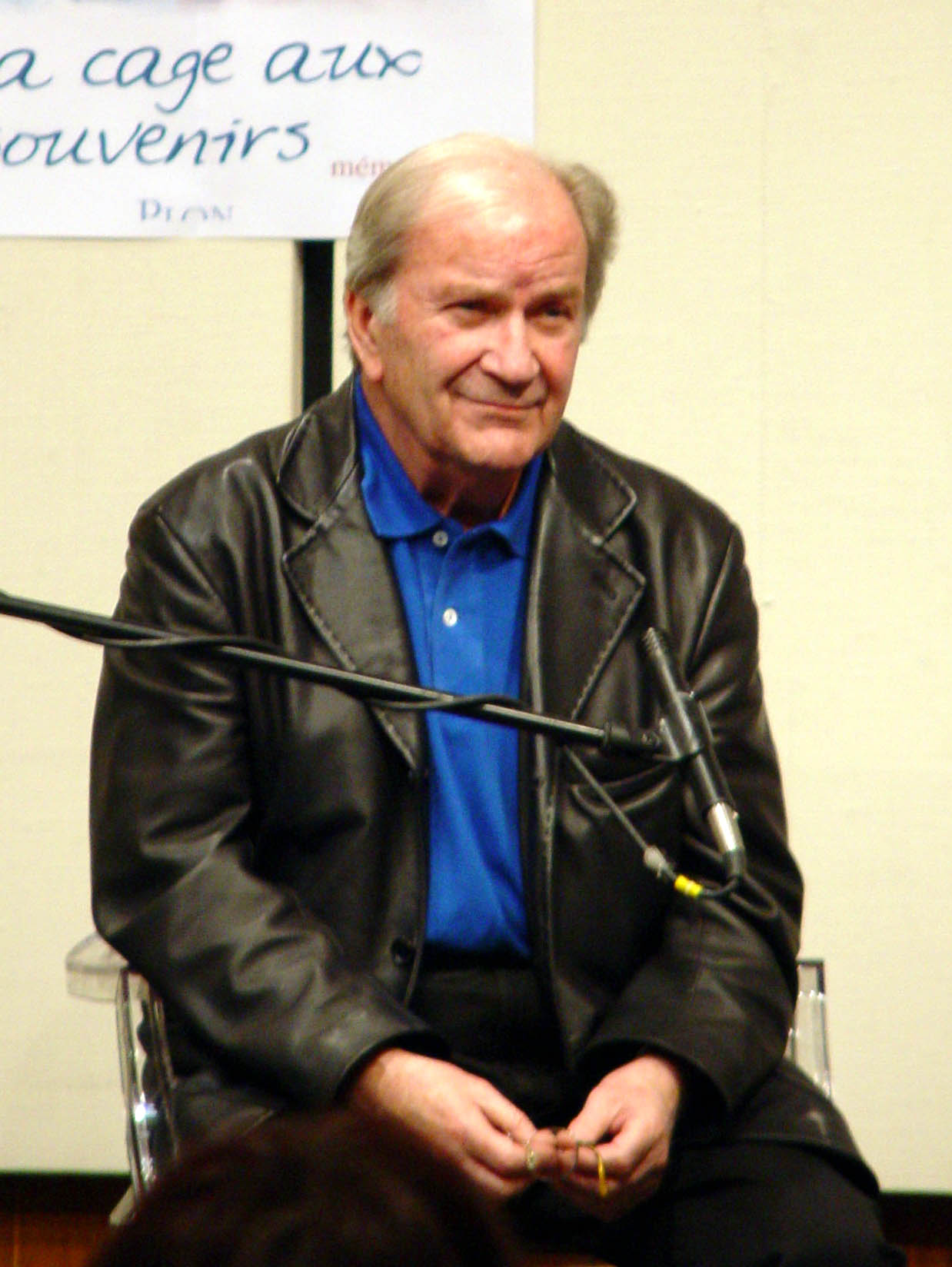
Pierre Mondy au Centre culturel d'Uccle en 2007.

Dans les années 1970, il poursuit sa carrière cinématographique le plus souvent dans des comédies populaires telles que la trilogie de la 7e compagnie de Robert Lamoureux, dans laquelle il incarne le sergent-chef Chaudard. Dans Le Téléphone rose d'Édouard Molinaro, il succombe aux charmes de Mireille Darc et dans Vas-y maman de Nicole de Buron, il affronte Annie Girardot.
Pierre Mondy, pressenti pour jouer l'adjudant Gerber, dans la série des Gendarmes, avec Louis de Funès, est finalement remplacé par Michel Galabru, faute de temps (tournée).
De 1992 à 2004, on le voit à la télévision dans la série Les Cordier, juge et flic, dans le rôle du populaire commissaire Cordier, aux côtés de Bruno Madinier, Charlotte Valandrey et Antonella Lualdi, respectivement Bruno son fils et juge d'instruction, sa fille Myriam, journaliste et son épouse Lucia.
De 2005 à 2007, il tourne la série dérivée Commissaire Cordier, toujours accompagné de l'actrice Antonella Lualdi.
En 2002, Pierre Mondy publie ses mémoires dans La Cage aux souvenirs. Il aimait citer son professeur René Simon pour donner une des raisons de son succès : « À talent égal, la chance fait la différence. Moi j'en ai beaucoup, j'ai rencontré des gens importants du spectacle qui ont été déterminants dans mon existence »[réf. nécessaire].
En 2009, il joue le rôle du Cæsar Imperator, personnage fictif, mélange de deux empereurs réels, Valentinien III et Anthémius dans le Livre VI de la série Kaamelott.

### Maladie et mort
En juillet 2009, il est hospitalisé à la suite d'un malaise, et les médecins diagnostiquent un lymphome, qui est soigné en février 2010.
Le 15 septembre 2012, il meurt à Paris 13e, à l'hôpital de la Pitié-Salpêtrière, des suites d'une récidive du lymphome,,.
Ses obsèques ont lieu cinq jours plus tard en l'église Saint-Honoré-d'Eylau de Paris, non loin de son domicile de Paris, 16e arrondissement, en présence de nombreuses personnalités du monde du cinéma et du théâtre.

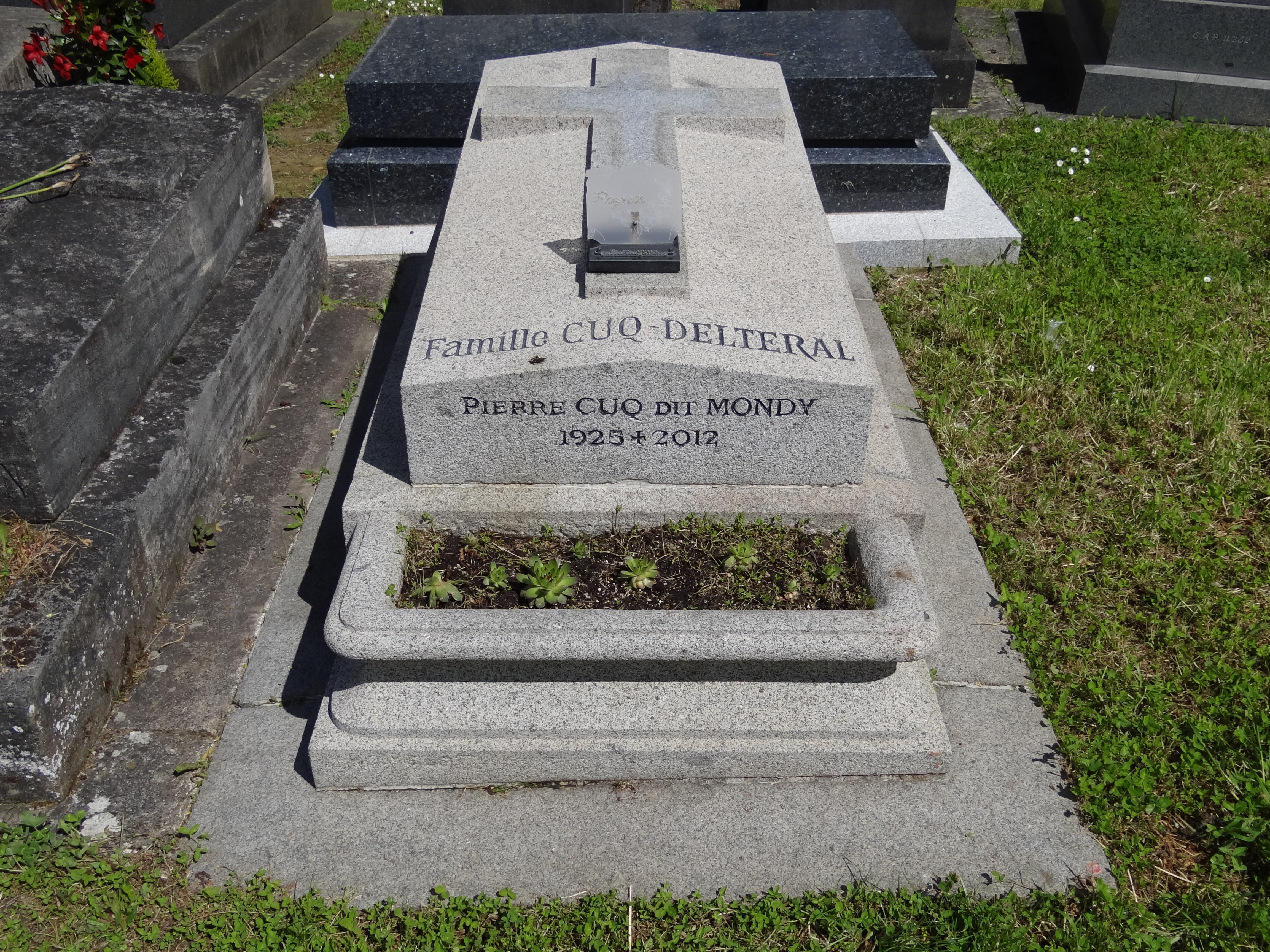
La tombe de Pierre Mondy au cimetière nouveau de Neuilly-sur-Seine (Hauts-de-Seine).

Il est inhumé au cimetière nouveau de Neuilly-sur-Seine (division 1A) .

### Vie privée
Pierre Mondy s'est marié quatre fois :
Le 26 octobre 1951, en premières noces avec l'actrice Claude Gensac (1927-2016). Ils divorcent le 11 juin 1955.
Le 25 octobre 1957, en deuxièmes noces avec l'actrice Pascale Roberts (1930-2019). Ils divorcent en 1966.
Le 16 décembre 1967, en troisièmes noces avec l'actrice Annie Fournier, avec laquelle il a deux enfants, Laurent et Anne. Ils divorcent en 1984.
Le 10 juin 1991, en quatrièmes noces, à Cannes, avec l'actrice Catherine Allary.
Après son divorce d'Annie Fournier, il a vécu cinq ans avec son assistante Blandine. 
Son fils Laurent est scénariste pour la télévision. Il a notamment travaillé sur la série Les Cordier, juge et flic et créé les séries Commissaire Magellan et Marianne.

## Décorations[13]
- Chevalier de la Légion d'honneur
- Officier de l'ordre national du Mérite
- Officier de l'ordre des Arts et des Lettres

## Filmographie

### Cinéma

#### Acteur
- 1949 : Rendez-vous de juillet de Jacques Becker : Un copain de l'élève « gabardiné »
- 1950 : Souvenirs perdus de Christian-Jaque : L'agent, copain de Raoul  dans le sketch : « Un violon »
- 1950 : Les Anciens de Saint-Loup de Georges Lampin : Puy-Tirejol
- 1951 : Sans laisser d'adresse de Jean-Paul Le Chanois : L'ami de Forestier qui l'attend à la gare
- 1951 : Victor de Claude Heymann : Un détenu
- 1952 : Le Costaud des Batignolles de Guy Lacourt : Le troisième complice
- 1952 : Un jour avec vous de Jean-René Legrand : Georges
- 1952 : Agence matrimoniale de Jean-Paul Le Chanois : Le « trois fois marié »
- 1952 : Le Plus Heureux des hommes d'Yves Ciampi : L'inspecteur Gaston
- 1953 : Les Compagnes de la nuit de Ralph Habib : L'ami
- 1953 : Capitaine Pantoufle de Guy Lefranc : Henri
- 1954 : Le Guérisseur d'Yves Ciampi : Robert
- 1954 : Crainquebille de Ralph Habib : La Trogne
- 1955 : Les Chiffonniers d'Emmaüs de Robert Darène : Thomas
- 1955 : Tout chante autour de moi de Pierre Gout : Paul Nollier
- 1955 : Casse-cou, mademoiselle de Christian Stengel : Marchand
- 1955 : Cherchez la femme de Raoul André : Georges Tessard
- 1955 : L'Affaire des poisons d'Henri Decoin : Le capitaine Desgrez
- 1955 : Les Indiscrètes de Raoul André
- 1955 : Des gens sans importance d'Henri Verneuil : Pierrot Berty, un routier
- 1956 : Folies-Bergère d'Henri Decoin : Roger
- 1957 : Que les hommes sont bêtes de Roger Richebé : Josélito
- 1957 : Les Louves de Luis Saslavsky : André Vilsan
- 1957 : La Roue d'André Haguet : Jean Marcereau
- 1957 : Quand la femme s'en mêle de Yves Allégret : Le commissaire Verdier
- 1957 : Le Triporteur de Jacques Pinoteau : Un gendarme motocycliste
- 1957 : Tous peuvent me tuer d'Henri Decoin : Émile
- 1957 : Dites 33 (Totò, Vittorio e la dottoressa) de Camillo Mastrocinque : Romeo, majordome du marquis
- 1957 : Méfiez-vous fillettes d'Yves Allégret : Tonio
- 1958 : Le Temps des œufs durs de Norbert Carbonnaux : Le maître nageur
- 1958 : Ni vu, ni connu d'Yves Robert : M. Bluette, le directeur de la prison
- 1958 : Chéri, fais-moi peur de Jacques Pinoteau : Le commissaire Morel
- 1958 : En légitime défense d'André Berthomieu : Petit Bob
- 1958 : La Vie à deux de Clément Duhour : M. Lebeaut
- 1958 : Le Train de 8 h 47, film resté inachevé de Jack Pinoteau
- 1959 : Faibles femmes de Michel Boisrond : André, le mari d’Agathe
- 1959 : Cigarettes, Whisky et P'tites Pépées de Maurice Regamey : Max
- 1959 : Vous n'avez rien à déclarer ? de Clément Duhour : Alfred Dupont
- 1959 : Le Chemin des écoliers de Michel Boisrond : Lulu
- 1960 : Les Loups dans la bergerie d'Hervé Bromberger : Charlot
- 1960 : L'Affaire d'une nuit d'Henri Verneuil : Antoine Fiesco
- 1960 : La Française et l'Amour (Édouard, le père de Bichette), dans le sketch : « L'Adolescence » de Jean Delannoy
- 1960 : Austerlitz d'Abel Gance : Napoléon Bonaparte
- 1960 : Les Moutons de Panurge de Jean Girault : Un voisin de table au restaurant
- 1960 : Boulevard de Julien Duvivier : Dicky
- 1961 : Dans la gueule du loup de Jean-Charles Dudrumet : Commissaire Rémy
- 1961 : Le Comte de Monte-Cristo de Claude Autant-Lara : Caderousse
- 1961 : Les Petits Matins ou Mademoiselle Stop de Jacqueline Audry : Le manager
- 1962 : Le crime ne paie pas de Gérard Oury : Clerget (dans le sketch : « L'affaire Hugues »)
- 1962 : Les Mystères de Paris d'André Hunebelle : Le Chourineur
- 1962 : Les Veinards de Jean Girault : Henri Duchemin (dans le sketch : « Le Yacht »)
- 1962 : La Loi des hommes de Charles Gérard : Le juge Béguin
- 1962 : Jusqu'au bout du monde de François Villiers : Pierre
- 1963 : Bébert et l'Omnibus d'Yves Robert : Parmelin
- 1963 : L'Enfant du cirque (Il figlio del circo) de Sergio Grieco : Philippe Nardelli
- 1964 : À couteaux tirés de Charles Gérard : Robert Antonini
- 1964 : Agent spécial à Venise d'André Versini : Paul
- 1964 : Week-end à Zuydcoote  d'Henri Verneuil : Dhéry
- 1964 : Requiem pour un caïd de Maurice Cloche : Antoine Delille
- 1964 : Les Copains d'Yves Robert : Broudier
- 1965 : Compartiment tueurs de Constantin Costa-Gavras : Le commissaire
- 1966 : Monsieur le président-directeur général de Jean Girault : Denis Bonneval
- 1966 : Le facteur s'en va-t-en guerre de Claude Bernard-Aubert : Massenet
- 1967 : La Nuit des généraux (The Night of the Generals) d'Anatole Litvak : Le sergent Kopatski
- 1967 : Pierre et Paul de René Allio : Pierre
- 1969 : Appelez-moi Mathilde de Pierre Mondy : Le commissaire
- 1971 : Papa les p'tits bateaux de Nelly Kaplan : Jeannot, « le corse »
- 1972 : Les Malheurs d'Alfred de Pierre Richard : François Morel
- 1973 : Mais où est donc passée la septième compagnie ? de Robert Lamoureux : Sergent-chef Chaudard
- 1973 : Prêtres interdits de Denys de La Patellière : Paul Lacoussade
- 1974 : Vos gueules, les mouettes ! de Robert Dhéry : Bibi Kenavec
- 1974 : Impossible... pas français de Robert Lamoureux : Antoine Brisset
- 1975 : Vous ne l'emporterez pas au paradis de François Dupont-Midy : Olivier Galmisch
- 1975 : Le Téléphone rose d'Édouard Molinaro : Benoît Castejac
- 1975 : On a retrouvé la septième compagnie de Robert Lamoureux : Sergent-chef Chaudard
- 1977 : Dernière Sortie avant Roissy  de Bernard Paul : Marlys
- 1977 : La Septième Compagnie au clair de lune de Robert Lamoureux : Sergent-chef Chaudard
- 1978 : Le beaujolais nouveau est arrivé de Jean-Luc Voulfow : Georges
- 1978 : Vas-y maman  de Nicole de Buron : Jean-Pierre
- 1978 : La Cage aux folles de Édouard Molinaro : Voix de Renato
- 1979 : Démons de midi de Christian Paureilhe : François Morot
- 1979 : L'Associé de René Gainville : Duphorin (Voix française)
- 1980 : Retour en force de Jean-Marie Poiré : Roger
- 1981 : Signé Furax de Marc Simenon : Amédée Gonflard
- 1982 : Le Cadeau de Michel Lang : Grégoire Dufour
- 1983 : Le Braconnier de Dieu de Jean-Pierre Darras : Frère Grégoire
- 1983 : Le Battant d'Alain Delon : Rouxel
- 1983 : Si elle dit oui... je ne dis pas non de Claude Vital : Marcel Thiebault
- 1984 : Pinot simple flic de Gérard Jugnot : Rochu
- 1984 : Astérix et la Surprise de César de Gaëtan Brizzi et Paul Brizzi : Voix de « Caïus Obtus »
- 1985 : Tranches de vie de François Leterrier : Le Président
- 1986 : Astérix chez les Bretons de Pino Van Lamsweerde : Voix de « Cétinlapsus »
- 1994 : Le Fils préféré de Nicole Garcia : Le dentiste usurier
- 2003 : Lovely Rita, sainte patronne des cas désespérés de Stéphane Clavier : Marcel
- 2009 : Un homme et son chien de Francis Huster : Baptistin

#### Réalisateur
- 1969 : Appelez-moi Mathilde

### Télévision

#### Acteur
- 1954 : L'Affaire Lafarge de Stellio Lorenzi
- 1955 : Crime et Châtiment de Stellio Lorenzi – Porphyre
- 1956 : L'Homme au parapluie de Claude Loursais
- 1956 : La Puce à l'oreille de Georges Feydeau, réalisation Stellio Lorenzi, avec Louis de Funès, Robert Manuel, Alfred Adam
- 1957 : En votre âme et conscience, épisode : L'affaire Sarret-Schmidt' de Jean Prat
- 1957 : La Locandiera de Jean Prat
- 1957 : Le Sacrifice de madame de La Valette de Stellio Lorenzi – M. de La Valette
- 1957 : D'après nature ou presque de Marcel Cravenne – L'auteur de romans policiers
- 1958 : Édition spéciale de François Gir
- 1959 : Ce bon monsieur Jo de anonyme
- 1960 : Arden de Faversham de Marcel Bluwal
- 1960 : La terre est ronde de Philippe Ducrest
- 1964 : Le Matelot de nulle part de Marcel Cravenne – Israël Potter
- 1965 : Tea party de Jean-Paul Carrère
- 1965 : Le Plus Grand Théâtre du monde de Jean-Paul Carrère
- 1966 : L'Âge heureux – Feuilleton en 6 épisodes de 26 min et un de 60 min – de Philippe Agostini – Le régisseur
- 1967 : Deux Romains en Gaule de Pierre Tchernia
- 1967 : Le Souffle de minuit d'André Fey
- 1967 : Spéciale Dernière d'Alain Dhénaut
- 1967 : La Parisienne de Jean Kerchbron — Alphonse Dumesnil
- 1967 : Sur la terre comme au ciel de Jean-Paul Carrère
- 1968 : La Cage d'Emile — « Les dossiers de l'agence O » – de Marc Simenon
- 1968 : L'Étrangleur de Montigny — « Les dossiers de l'agence O » – de Marc Simenon – Le commissaire Lucas
- 1970 : Noële aux quatre vents – Feuilleton en 45 épisodes de 13 min – d'Henri Colpi – Gilles Vaindrier, le père adoptif de Noële
- 1971 : L'Objet perdu d'André Michel
- 1971 : Noële aux quatre vents – Seconde série – Feuilleton en 40 épisodes de 13 min – d'Henri Colpi – Gilles Vaindrier, le père adoptif de Noële
- 1972 : Don Quichotte – « Témoignage » – de Jean Cau
- 1973 : Les Nuits de la colère de Jean-Paul Carrère – Bernard Bazire
- 1973 : Un vrai faux – « Témoignage » – de Roger Burckhardt – Le directeur
- 1973 : Histoire vraie de Claude Santelli – M. Varnetot
- 1974 : Gustave Flaubert, tentative de portrait en forme de spirale d'Alain Dhénaut
- 1976 : Histoire de rire d'Yves-André Hubert, sur une mise en scène de Pierre Mondy – Jules Donaldo
- 1977 : La Vérité de madame Langlois de Claude Santelli – Le juge
- 1977 : Madame Ex de Michel Wyn
- 1978 : Les Rustres d'Yves-André Hubert
- 1978 : Sacré Farceur de Jacques Rouland – Michel
- 1978 : Une paire de gifle de Jeannette Hubert
- 1979 : L'Hôtel du libre échange de Guy Seligmann – M. Pallardin
- 1979 : Le Canard à l'orange  de William Douglas Home, sur une mise en scène de Pierre Mondy
- 1979 : Les Copains d'ailleurs de G.A Baudry
- 1980 : Le Coq de bruyère de Gabriel Axel – L'ancien colonel, devenu baron
- 1980 : Petit déjeuner compris – Feuilleton en 6 épisodes de 52 min – de Michel Berny – M. Gauthier
- 1980 : Ardèle de P. Desfons
- 1981 : Samantha de Victor Vicas – Julien
- 1981 : Le Tout pour le tout de Jacques Brialy
- 1982 : Aide-toi de Jean Cosmos – Maxime
- 1982 : Spéciale dernière de Pierre Desfons, sur une mise en scène de Pierre Mondy
- 1982 : Emmenez-moi au théâtre : Patate de Marcel Achard, mise en scène Pierre Mondy, réalisation Yves-André Hubert – Rollo, dit : Patate
- 1982 : Comme un roseau ou Le roseau pensant d'Alain Dhénaut
- 1984 : Billet doux – Feuilleton en 6 épisodes de 52 min – de Michel Berny – Philippe Josper, l'éditeur
- 1986 : Le Dindon de Pierre Badel
- 1987 : L'Or noir de Lornac – Feuilleton en 13 épisodes de 26 min – de Tony Flaadt – Jules Kejean
- 1987 : Lily et Lily de Georges Folgoas
- 1987 : Double mixte de Georges Folgoas
- 1988 : Palace de Jean-Michel Ribes – Un client/Le responsable de Tourisme et Culture
- 1989 : C'est encore mieux l'après-midi de Ray Cooney, réalisation de Georges Folgoas, sur une mise en scène de Pierre Mondy – Le député
- 1989 : Comédie, comédie de Pierre Mondy
- 1989 : Fantômes sur l'oreiller de Pierre Mondy Le chauffeur
- 1990 : Édouard et ses filles – Feuilleton en 6 épisodes de 52 min – de Michel Lang – Édouard le père
- 1990 : Sistery feelings de Pierre Mondy
- 1991 : Trois partout de Jean Poiret
- 1991 : Enfer et damnation de Jean Marbœuf
- 1992 : Méprise d'otage de Didier Albert – Pierrot
- 1992 : Rumeurs d'André Flédérick – Sur une mise en scène de Pierre Mondy
- 1992 : La Mafia, Saison 6 - Le dernier secret (L'Ultimo Segreto – La piovra 6) de Luigi Perelli – Amileano Brenno
- 1992 : Alice est-tu là ? de Didier Albert
- 1992-2005 : Les Cordier, juge et flic, série télévisée française en 60 épisodes de 90 minutes, créée par Alain Page
- 1993 : Rouge Tzigane de Philippe Monnier
- 1993 : Le Frère trahi de Philippe Monnier
- 1995 : Carreau d'as de Laurent Carcélès – Danny
- 1995 : Les Dessous de la passion de Jean Marbœuf – Matutchek
- 1996 : Panique au Plaza de Ray Cooney
- 2001 : Les Filles à papa de Marc Rivière – Jean-Jacques Daloiseau
- 2001 : Le Prix de la vérité de Joël Santoni – Antoine Bossy
- 2003 : Le Roman de Georgette d'Alain Robillard – Le directeur du théâtre
- 2003 : Histoire de fiction – Documentaire – de Sabine Chalvon-Demersey et Patrick Jeudy – Lui-même
- 2004 : Menteur ! menteuse ! d'Henry Helman – Alexandre
- 2004 : La Visite de Pierre Sisser – Antoine Dumarcel
- 2005 : Joseph, téléfilm de Marc Angelo – Joseph Maroyeur
- 2005-2008 : Commissaire Cordier créé par Alain Page
- 2007 : Bac +70 de Laurent Levy – Louis Morlet
- 2007 : Le Clan Pasquier de Jean-Daniel Verhaeghe – Le ministre
- 2008 : La Femme tranquille de Thierry Binisti - Émile
- 2008 : L'Amour dans le sang de Vincent Monnet
- 2009 : La Dame de Monsoreau de Michel Hassan – Baron de Méridor
- 2009 : Myster Mocky présente de Jean-Pierre Mocky (S.2 10 épisode) – Rex
- 2009 : Le Temps est à l'orage de Joyce Buñuel – Félix
- 2009 : Kaamelott de Alexandre Astier (Livre VI) – Imperator Caesar (César)
- 2010 : Fais pas ci, fais pas ça (2 épisodes)
- 2011 : La grève des femmes de Stéphane Kappes – Émile

#### Réalisateur téléfilms
- 1989 : Fantômes sur l'oreiller
- 1991 : L'Amant de ma sœur

#### Metteur en scène
- 1966 : L'Amour, toujours l'amour de Jean Girault et Jacques Vilfrid, réalisation Pierre Sabbagh, Théâtre Marigny
- 1967 : Pour avoir Adrienne de Louis Verneuil, réalisation Pierre Sabbagh, Théâtre Marigny
- 1970 : Frédéric de Robert Lamoureux, réalisation Pierre Sabbagh, Théâtre Marigny
- 1970 : La Manière Forte de Jacques Deval, réalisation Pierre Sabbagh, Théâtre Marigny
- 1971 : Colinette de Marcel Achard, réalisation Pierre Sabbagh, Théâtre Marigny
- 1972 : La Main passe de Georges Feydeau, réalisation Pierre Sabbagh, Théâtre Marigny
- 1972 : Ferrailles et chiffons de Garson Kanin, réalisation Pierre Sabbagh, Théâtre Marigny
- 1972 : Charmante Soirée de Jacques Deval, réalisation Georges Folgoas, Théâtre Marigny
- 1981 : Pieds nus dans le parc de Neil Simon, réalisation Pierre Sabbagh, Théâtre Marigny

## Théâtre

### Comédien
- 1948 : La Fête noire de Jacques Audiberti, mise en scène Georges Vitaly, Théâtre de la Huchette
- 1949 : Les Indifférents d'Odilon-Jean Périer, mise en scène Georges Vitaly, Théâtre de la Huchette
- 1949 : La Quadrature du cercle de Valentin Kataiev, mise en scène Georges Vitaly, Théâtre de la Huchette
- 1950 : Pépita d'Henri Fontenille et Maurice Chevit, mise en scène Georges Vitaly, Théâtre de la Huchette
- 1950 : Pucelle de Jacques Audiberti, mise en scène Georges Vitaly, Théâtre de la Huchette
- 1950 : Harvey de Mary Chase, mise en scène Marcel Achard, Théâtre Antoine
- 1951 : Le Moulin de la galette de Marcel Achard, mise en scène Pierre Fresnay, Théâtre de la Michodière
- 1952 : Bouboute et Sélection de Robert Dhéry, mise en scène Robert Dhéry, Théâtre Vernet
- 1952 : La Puce à l'oreille de Georges Feydeau, mise en scène Georges Vitaly, Théâtre Montparnasse
- 1953 : O, mes aïeux !... de José-André Lacour, mise en scène Jean Le Poulain, Théâtre de l'Œuvre
- 1954 : La Puce à l'oreille de Georges Feydeau, mise en scène Georges Vitaly, Théâtre des Célestins
- 1954 : La Danseuse et le comédien de Claude Schnerb, mise en scène Georges Vitaly, Théâtre La Bruyère
- 1954 : Les Sorcières de Salem d'Arthur Miller, mise en scène Raymond Rouleau, Théâtre Sarah-Bernhardt
- 1956 : Pauvre Bitos ou le Dîner de têtes de Jean Anouilh, mise en scène de l'auteur et Roland Piétri, Théâtre Montparnasse
- 1958 : Oscar de Claude Magnier, mise en scène Jacques Mauclair, Théâtre des Bouffes-Parisiens, Théâtre de l'Athénée
- 1958 : La Bagatelle de Marcel Achard, mise en scène Jean Meyer, Théâtre des Bouffes-Parisiens
- 1959 : Le Vélo devant la porte de Marc-Gilbert Sauvajon, mise en scène Jean-Pierre Grenier, Théâtre Marigny
- 1960 : Piège pour un homme seul de Robert Thomas, mise en scène Jacques Charon, Théâtre des Bouffes-Parisiens
- 1961 : Piège pour un homme seul de Robert Thomas, mise en scène Jacques Charon, Théâtre des Célestins
- 1961 : Spéciale Dernière de Ben Hecht et Mac Arthur, mise en scène Pierre Mondy, Théâtre de la Renaissance
- 1963 : Des clowns par milliers d'Herb Garner, Théâtre du Gymnase
- 1964 : Sur le chemin du forum... de Bart Shevlove et L. Gelbart, mise en scène Yves Robert, Théâtre du Palais-Royal
- 1965 : La Dame de chez Maxim de Georges Feydeau, mise en scène Jacques Charon, Théâtre du Palais-Royal
- 1966 : Drôle de couple de Neil Simon, mise en scène Pierre Mondy, Théâtre de la Renaissance
- 1967 : Jean de la Lune de Marcel Achard, mise en scène Jean Piat, Théâtre du Palais-Royal
- 1968 : L'Enlèvement de Francis Veber, mise en scène Jacques Fabbri, Théâtre Édouard VII
- 1969 : Le Prix d'Arthur Miller, mise en scène Raymond Rouleau, Théâtre Montparnasse
- 1970 : Une fille dans ma soupe de Terence Frisby, mise en scène Raymond Rouleau, Théâtre de la Madeleine
- 1971 : Rendez-vous au plaza de Neil Simon, mise en scène Emilio Bruzzo
- 1971 : Le Grand Standing de Neil Simon, mise en scène Emilio Bruzzo
- 1973 : Le Grand Standing de Neil Simon, mise en scène Emilio Bruzzo, Théâtre Saint-Georges, Théâtre des Célestins
- 1974 : Le Petit Fils du Cheik de et mise en scène Robert Dhéry & Colette Brosset, Théâtre des Bouffes-Parisiens : voix
- 1976 : Simon le bienheureux de Simon Gray et Mathieu Galey, mise en scène Michel Fagadau, Théâtre du Gymnase
- 1978 : Les Rustres de Carlo Goldoni, mise en scène Claude Santelli, Théâtre de la Michodière
- 1978 : Le Tout pour le tout de Françoise Dorin, mise en scène Raymond Gérôme, Théâtre du Palais-Royal
- 1980 : La Cage aux folles de Jean Poiret, Théâtre Montparnasse
- 1982 : Patate de Marcel Achard, enregistrement pour le compte d'Antenne 2
- 1982 : Joyeuses Pâques de Jean Poiret, mise en scène Pierre Mondy, Théâtre de la Michodière
- 1983 : Le Roi Victor de Louis Calaferte, mise en scène Jean-Pierre Miquel, Théâtre de Boulogne-Billancourt
- 1984 : Le Dindon de Georges Feydeau, mise en scène Jean Meyer, Théâtre du Palais-Royal
- 1986 : N'écoutez pas Mesdames de Sacha Guitry, mise en scène Jean Meyer, Théâtre du Palais-Royal
- 1987 : C'est encore mieux l'après-midi de Ray Cooney, adaptation Jean Poiret, Théâtre des Variétés
- 1988 : Glengarry Glen Ross de David Mamet, mise en scène Marcel Maréchal, Théâtre Édouard VII
- 1991 : Rumeurs (en) de Neil Simon, mise en scène Pierre Mondy, Théâtre du Palais-Royal
- 1998 : Le Sénateur Fox de Luigi Lunari, mise en scène Jean-Luc Tardieu, Maison de la Culture de Nantes
- 2004 : Le Sénateur Fox de Luigi Lunari, mise en scène Jean-Luc Tardieu, Théâtre de la Porte-Saint-Martin
- 2007 : Six Heures au plus tard de Marc Perrier, mise en scène Joël Santoni, Centre national de création d'Orléans, tournée

### Metteur en scène
- 1951 : L'Amour, toujours l'amour de Jean Girault et Jacques Vilfrid, Théâtre Antoine
- 1961 : Spéciale Dernière de Ben Hecht et Charles MacArthur, Théâtre de la Renaissance
- 1962 : La Venus de Milo, pièce en six tableaux de Jacques Deval, Théâtre du Gymnase
- 1963 : Les Petits Renards de Lillian Hellman, Théâtre Sarah Bernardt
- 1964 : Comment réussir dans les affaires sans vraiment se fatiguer de Frank Loesser et Abe Burrows, Théâtre de Paris
- 1965 : Deux anges sont venus de Roger Pierre et Jean-Marc Thibault d'après Albert Husson, Théâtre de Paris
- 1965 : Pieds nus dans le parc de Neil Simon, adaptation André Roussin, Théâtre de la Madeleine
- 1966 : Drôle de couple de Neil Simon, Théâtre de la Renaissance
- 1967 : Frédéric de Robert Lamoureux, Théâtre Édouard VII
- 1969 : Trois Hommes sur un cheval de Marcel Moussy d'après la comédie de John Cecil Holm et George Abbott, Théâtre Antoine
- 1969 : Le Contrat de Francis Veber, Théâtre du Gymnase
- 1971 : Le Canard à l'orange de William Douglas Home, Théâtre du Gymnase
- 1971 : La Main passe de Georges Feydeau, Théâtre Marigny
- 1971 : Oscar de Claude Magnier, Théâtre du Palais-Royal
- 1973 : La Cage aux folles, Théâtre du Palais-Royal
- 1973 : L'Arnacœur de Pierrette Bruno, Théâtre de la Michodière
- 1973 : Vol au-dessus d'un nid de coucou de Dale Wasserman, Théâtre Antoine
- 1975 : Christmas d'Alan Ayckbourn, Théâtre de la Madeleine
- 1976 : Même jour, même heure, l'année prochaine de Bernard Slade, Théâtre Montparnasse
- 1977 : Trois Lits pour huit d'Alan Ayckbourn, Théâtre Montparnasse Théâtre de la Madeleine
- 1977 : Féfé de Broadway de Jean Poiret, Théâtre des Variétés
- 1979 : Ardèle ou la marguerite de Jean Anouilh, mise en scène avec Roland Piétri, Théâtre Hébertot
- 1979 : Coup de chapeau de Bernard Slade, Théâtre de la Michodière
- 1980 : Potiche de Pierre Barillet et Jean-Pierre Grédy, Théâtre Antoine
- 1980 : Joyeuses Pâques de Jean Poiret, Théâtre du Palais-Royal
- 1982 : Patate de Marcel Achard, enregistrement pour le compte d'Antenne 2
- 1982 : Joyeuses Pâques de Jean Poiret, Théâtre de la Michodière
- 1983 : Joyeuses Pâques de Jean Poiret, Théâtre Édouard VII
- 1983 : La fille sur la banquette arrière (en) de Bernard Slade, Théâtre du Palais-Royal
- 1983 : Ma vedette américaine de François Coutarnoux, Théâtre Saint-Georges
- 1984 : J'ai deux mots à vous dire de Jean-Pierre Delage, Théâtre des Bouffes-Parisiens, Théâtre de la Michodière
- 1985 : Chapitre II de Neil Simon, Théâtre Édouard VII
- 1985 : Lily et Lily de Pierre Barillet et Jean-Pierre Grédy, Théâtre Antoine
- 1985 : Voisin voisine de Jerome Chodorov, Théâtre du Palais-Royal
- 1985 : N'écoutez pas Mesdames de Sacha Guitry, Théâtre du Palais-Royal, Théâtre des Variétés en 1986
- 1986 : L'Amuse-gueule de Gérard Lauzier, Théâtre du Palais-Royal
- 1987 : C'est encore mieux l'après-midi de Ray Cooney, Théâtre des Variétés
- 1987 : Spectacle Monsieur de Pourceaugnac de Molière précédé de La Poudre aux yeux d'Eugène Labiche, Comédie-Française
- 1987 : Double mixte de Ray Cooney, Théâtre de la Michodière
- 1988 : Avanti ! de Samuel A. Taylor, Théâtre Antoine, Théâtre du Palais-Royal
- 1989 : La Présidente de Maurice Hennequin et Pierre Veber, Théâtre des Variétés
- 1989 : Un fil à la patte de Georges Feydeau, Théâtre du Palais-Royal
- 1989 : J'ai deux mots à vous dire de Jean-Pierre Delage, Comédie des Champs-Élysées
- 1990 : 3 partout de Ray Cooney et Tony Hilton, Théâtre des Variétés
- 1991 : N'écoutez pas Mesdames de Sacha Guitry, Théâtre de la Madeleine
- 1991 : Rumeurs (en) de Neil Simon, Théâtre du Palais-Royal
- 1992 : Sans rancune de Sam Bobrick et Ron Clark, Théâtre du Palais-Royal
- 1992 : Knock ou le triomphe de la médecine de Jules Romains, Théâtre de la Porte-Saint-Martin
- 1993 : Le Canard à l'orange de William Douglas Home, Théâtre Daunou
- 1994 : Le Dîner de cons de Francis Veber, Théâtre des Variétés
- 1996 : Bagatelle(s) de Noël Coward, Théâtre de Paris
- 1997 : Descente aux plaisirs de Jean-Pierre Coffe, Théâtre Fontaine
- 2002 : Même heure l'année prochaine de Bernard Slade, Théâtre du Gymnase Marie Bell
- 2002 : Panique au Plazza de Ray Cooney, Théâtre des Variétés
- 2003 : Remue-ménage d'Alan Ayckbourn, Théâtre des Variétés

## Doublage
- 1977 : Hitler, une carrière (Hitler - Eine Karriere) de Joachim Fest – narrateur dans la version française
- 1978 : La Cage aux folles d'Édouard Molinaro – Renato (interprété par Ugo Tognazzi)
- 1979 : L'Associé de René Gainville – Duphorin
- 1984 : Astérix et la Surprise de César dessin animé de Gaëtan et Paul Brizzi – Caïus Obtus
- 1986 : Astérix chez les Bretons dessin animé de Pino van Lamsweerde – Décurion Cétinlapsus